# Discographie de Double
Cette page répertorie les albums, DVD et singles de la chanteuse japonaise Double, sortis sous le label For Life Music Entertainment.

## Discographie

### Albums
Albums originaux
Autres albums
DJ Lilly a.k.a. DOUBLE
Albums de remix
Compilations Best of

### Singles
Digital

### Vinyls
- 1998.09.20 : BED (en duo)
- 1999.03.07 : Shake feat. ZEEBRA (en duo)
- 1999.06.?? : Make Me Happy
- 1999.10.22 : Free style
- 1999.10.22 : Sweet time
- 2000.02.11 : Crystal Planet
- 2000.09.29 : handle (DOUBLE feat F.O.H.)
- 2000.12.13 : U
- 2001.02.15 : double
- 2001.04.27 : double ENG ver.
- 2002.05.30 : GEE(GTS) PRESENTS double GREATEST REMIX
- 2002.06.08 : GEE(GTS) PRESENTS double GREATEST REMIX
- 2002.06.08 : GEE(GTS) PRESENTS double GREATEST REMIX
- 2002.05.22 : You Got To feat. S-WORD
- 2002.08.21 : Driving All Night Remix
- 2002.08.31 : DOUBLE TROUBLE
- 2002.11.09 : VISION
- 2002.12.15 : Re:VISION pt-01
- 2003.01.29 : Re:VISION pt-02
- 2003.03.04 : Re:VISION pt-03
- 2003.07.11 : Rollin' on
- 2003.09.02 : Rollin' on remix feat. AI
- 2003.10.31 : destiny
- 2003.11.29 : Disturbance feat. TOKONA-X
- 2003.12.08 : Wonderful
- 2004.01.26 : too Wonderful Pt.1
- 2004.02.25 : too Wonderful Pt.2
- 2004.03.31 : too Wonderful Pt.3
- 2004.06.10 : summer e.p.
- 2004.11.24 : Life is beautiful
- 2005.11.25 : ROCK THE PARTY -STUDIO APARTMENT REMIX-
- 2005.12.01 : ROCK THE PARTY
- 2006.04.01 : Call Me
- 2006.08.18 : Emotions
- 2007.07.04 : SPRING LOVE
- 2007.07.25 : SUMMERTIME feat. VERBAL
- 2007.09.12 : Reflex
- 2007.10.12 : Reflex Remix 1
- 2007.11.30 : Reflex Remix 2
- 2008.02.18 : Reflex Remix 3